# Extensió de cames

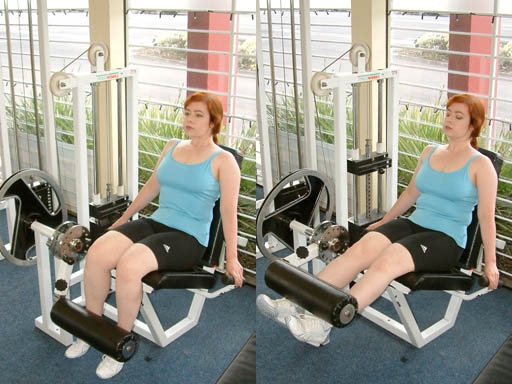
Extensió de cames

L'extensió de cames és un exercici de musculació que treballa el múscul quàdriceps, a les cames. S'executa amb una màquina d'extensions. Hi ha petites diferències entre les màquines d'extensions de diferents fabricants. La majoria de gimnasos i sales de peses en tenen. L'extensió de cames és un exercici aïllat que treballa un múscul en concret, el quàdriceps. No és un entrenament complet de les cames, a diferència de l'esquat o el pes mort.
Consisteix a doblegar la cama al genoll, estendre les cames i tornar-les a abaixar a la seva posició original.